# Cikánská slať

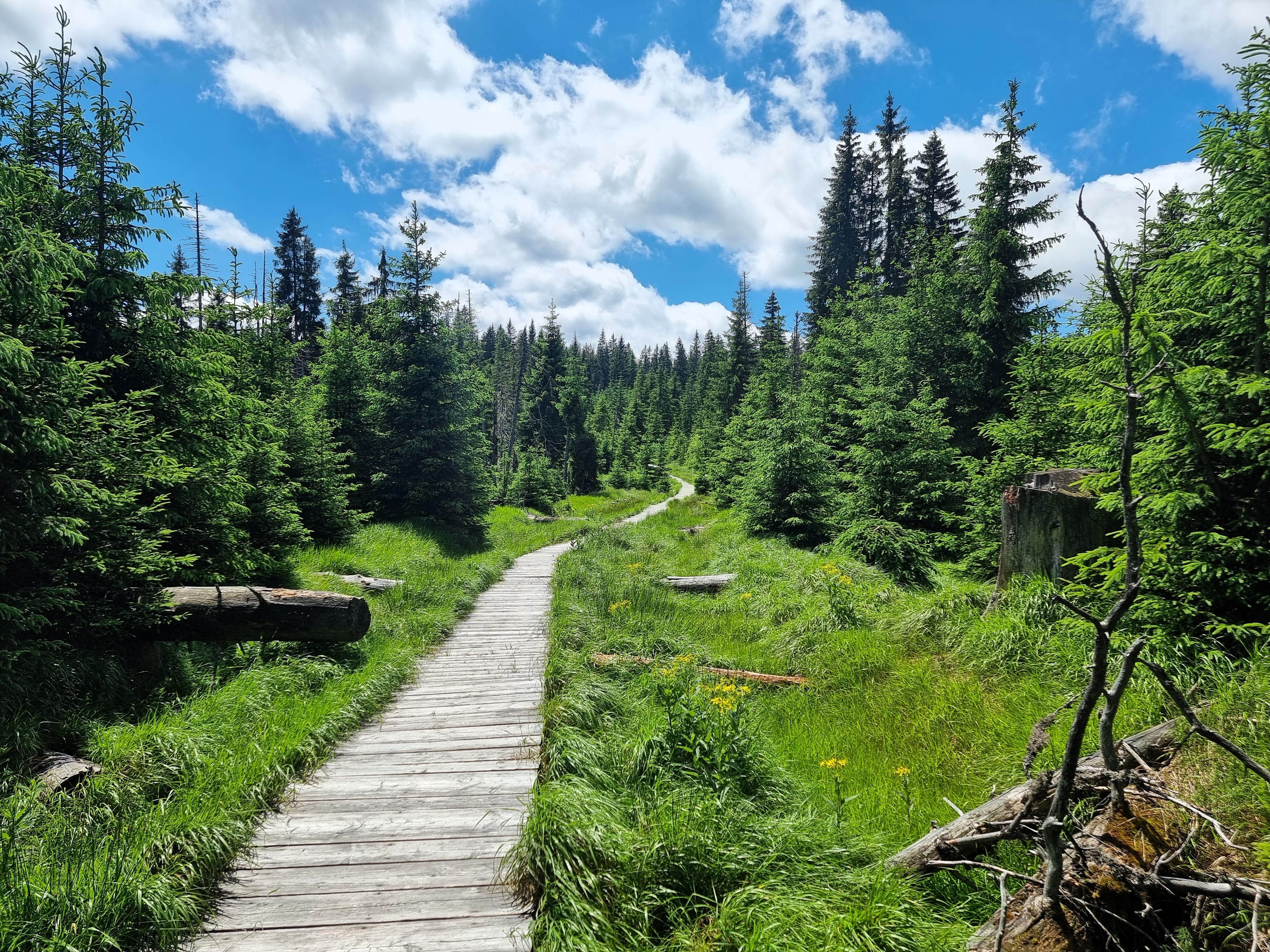
Cikánská slať (2024)

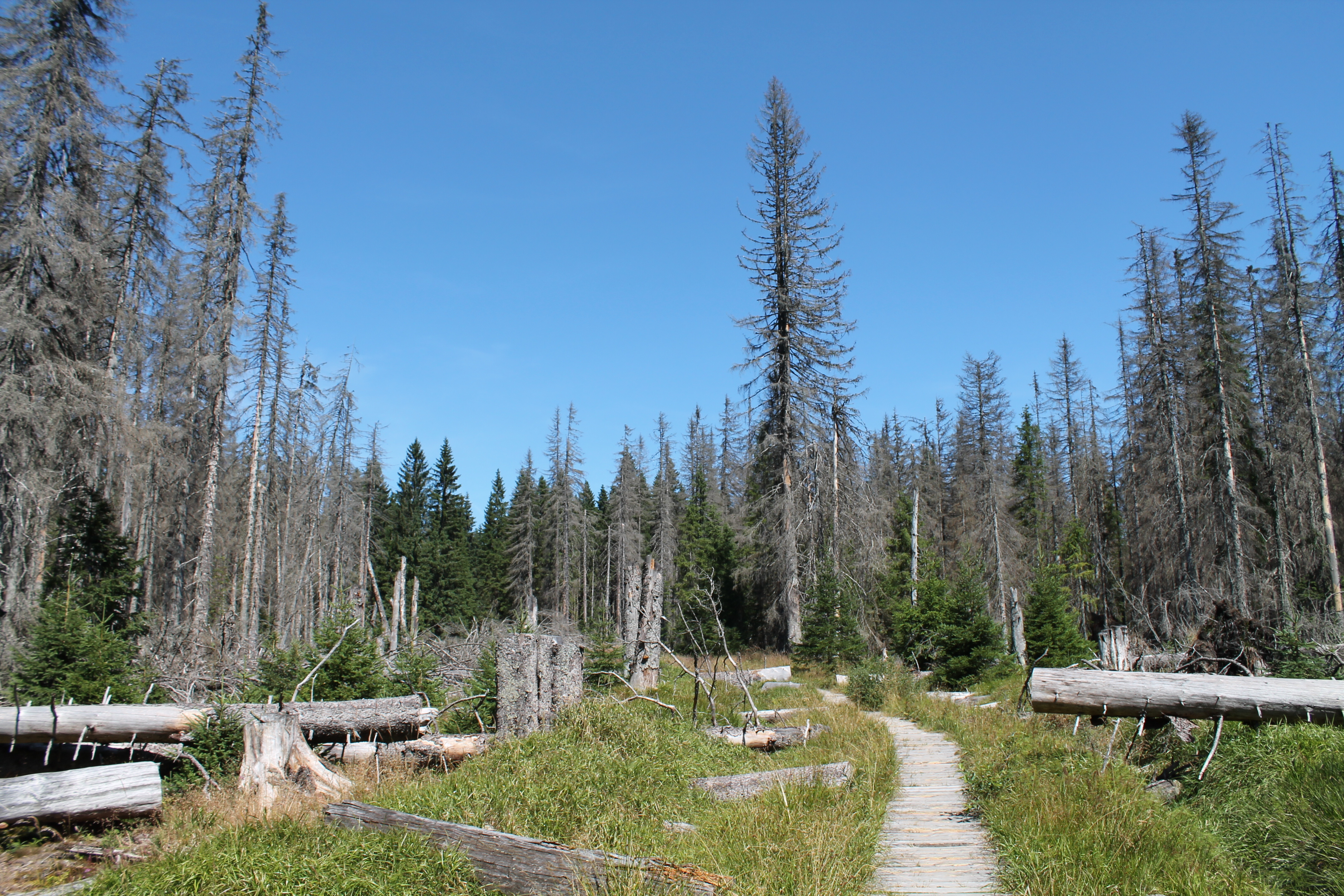
Cikánská slať (2013)

Cikánská slať je vrchovištní rašeliniště v Národním parku Šumava asi 2 km jihozápadně od obce Modrava, na jižním svahu Modravské hory v nadmořské výšce 1103 m. Je protáhlého tvaru a rozprostírá se ve směru východ – západ, uprostřed je zúžené. Je porostlé většinou smrky, zčásti klečí a jen místy je špatný luční porost. Uprostřed rašeliniště je několik malých jezírek, výměra slati je 102,01 ha, hloubka až 620 cm, odhadovaná zásoba rašeliny 1 341 000 m³.
Pramení zde Cikánský potůček, levostranný přítok Modravského potoka. Porost tvoří smrky, kleč (Pinus mugo x pseudopumilio), rašeliníky, suchopýr pochvatý, vřes obecný, vlochyně bahenní, klikva, kyhanka sivolistá, ostřice, rosnatka okrouhlolistá.
Cikánská slať je turisticky dostupná po zelené stezce spojující Modravu a Březník.